# Come Early Morning
Come Early Morning, ou Un beau matin au Québec, est un film américain réalisé par Joey Lauren Adams, sorti en 2006.

## Synopsis
Lucy une trentenaire, cherche l'amour mais s'en éloigne, jusqu’à sa rencontre avec Cal.

## Distribution
Légende : V. Q. = Version Québécoise
- Ashley Judd (V. Q. : Julie Burroughs) : Lucy
- Jeffrey Donovan (V. Q. : François Godin) : Cal
- Ray McKinnon (V. Q. : Pierre Auger) : Toby
- Diane Ladd : Nana
- Tim Blake Nelson (V. Q. : Benoît Gouin) : Oncle Tim
- Laura Prepon (V. Q. : Pascale Montreuil) : Kim
- Scott Wilson : Lowell Fowler
- Nancy Ellen Mills : Michelle
- Stacy Keach (V. Q. : Aubert Pallascio) : Owen
- Jason Davis (V. Q. : Louis-Philippe Dandenault) : Mickey

## Récompenses et distinctions
- Sélectionné pour le Grand Prix du Jury du Festival du film de Sundance en 2006.